# 미디어다양성위원회
미디어다양성위원회는 방송의 여론다양성을 보장하기 위하여 방송법에 의거 2009년 설치된 대한민국 방송통신위원회 소관의 정부위원회이다.

## 기능
- 방송사업자의 시청점유율 조사 및 산정
- 매체간 합산 영향력지수 개발
- 여론 다양성 증진을 위한 조사 연구
- 신문 구독률의 시청점유율 환산 기준 방법 결정
- 방송 종사자에 대한 미디어다양성 교육 실시
- 그 밖에 방송의 여론 다양성 증진을 위해 필요하다고 인정한 방송통신위원회 위원장이 요청하는 사항